# ستاره سوزان (فیلم)
ستاره سوزان (به تامیلی: Agni Natchathiram) و (به انگلیسی: Scorching Star) فیلمی هندی محصول سال ۱۹۸۸ و به کارگردانی مانی راتنام است. در این فیلم بازیگرانی همچون پرابو، کارتیک، آمالا آکیننی، نیروشا، تارا، جانی لور و پرابو دوا ایفای نقش کرده‌اند.